# 佐藤紘光
佐藤 紘光（さとう ひろみつ、1943年（昭和18年）1月 - ）は、日本の会計学者。早稲田大学名誉教授。公認会計士試験委員、放送大学客員教授を歴任し、現在、日本管理会計学会常務理事、早稲田大学「会計研究所」所長。
専門は、管理会計・原価計算・業績管理会計・会計理論。「会計学（accounting）」と「経営学（management）」が交差する「管理会計」領域の研究者でもあり、特に企業経営における意思決定、企業のインセンティブ・システム、株主価値についての研究を行う。

## 略歴
1943年1月、愛知県に生まれる。1967年3月早稲田大学第一商学部を卒業、1969年3月早稲田大学大学院商学研究科修士課程修了、1972年3月早稲田大学大学院商学研究科博士課程満期退学。
1972年4月から早稲田大学社会科学部助手、1974年4月から同学部専任講師、1976年4月から同学部助教授となる。1976年9月から1977年9月まで社会科学部学生担当教務副主任、1977年9月から1978年9月まで同学部学生担当教務主任、1978年6月から1982年5月まで早稲田大学商議員を務める。1981年4月から社会科学部教授となる。同年から1983年3月までブリティッシュコロンビア大学の客員研究員。1984年9月から1986年9月まで社会科学部教務担当教務主任、1986年6月から1997年11月まで早稲田大学商議員、1988年9月から1990年9月まで社会科学部学部長となる。
1991年7月から2002年3月まで日本管理会計学会常務理事、1992年12月から1994年3月まで大学院社会科学研究科開設準備委員会副委員長、1994年4月から1996年9月まで大学院社会科学研究科教務委員、2002年4月から2010年3月まで放送大学客員教授、2002年4月から2008年3月まで日本管理会計学会理事、2003年4月から2005年まで公認会計士試験第2次試験試験委員、2008年4月から2011年3月まで日本管理会計学会常務理事など、多くの役職を歴任した。
2013年3月、早稲田大学を定年退職。

## 受賞歴
- 2000年9月、「日本管理会計学会 学会賞（論文賞）」受賞[1]。
- 2012年8月、「日本管理会計学会 学会賞（特別賞）」を受賞[1][5]。

## 著作

### 著書

#### 単著
- 『業績管理会計』新世社〈新会計学ライブラリ 11〉、1993年6月。ISBN 9784915787317。
- 『日商簿記検定試験工業簿記2級』税務経理協会〈New Concept〉、1998年6月。ISBN 9784419030148。
  - 『日商簿記検定試験工業簿記2級テキスト』（改訂版）税務経理協会〈New Concept〉、2000年11月。ISBN 9784419035037。
  - 『日商簿記検定試験工業簿記2級ワークブック』（改訂版）税務経理協会〈New Concept〉、2000年11月。ISBN 9784419035044。
- 『契約理論による会計研究』中央経済社、2009年8月。ISBN 9784502298004。

#### 共著
- 石塚博司、大塚宗春、佐藤紘光、辻正雄、菊井高昭、宮本順二朗、竹本達広『意思決定の財務情報分析』国元書房、1985年4月。ISBN 9784765815123。
- 森川八洲男、佐藤紘光、千葉準一『会計学』有斐閣〈有斐閣Sシリーズ〉、1989年2月。ISBN 9784641059276。
- 大塚宗春、佐藤紘光、奥山修司『現代簿記会計』中央経済社、1991年7月。ISBN 9784502007422。
  - 大塚宗春、佐藤紘光、奥山修司『現代簿記会計』（第2版）中央経済社、1998年5月。ISBN 9784502019227。
  - 大塚宗春、佐藤紘光、奥山修司『現代簿記会計』（第3版）中央経済社、2000年2月。ISBN 9784502023729。
  - 大塚宗春、佐藤紘光、奥山修司『現代簿記会計』（第4版）中央経済社、2001年5月。ISBN 9784502027123。
  - 大塚宗春、佐藤紘光、奥山修司『現代簿記会計』（第5版）中央経済社、2003年3月。ISBN 9784502028809。
  - 大塚宗春、佐藤紘光、奥山修司『現代簿記会計』（第6版）中央経済社、2007年3月。ISBN 9784502032608。
- 佐藤紘光、飯泉清、齋藤正章『株主価値を高めるEVA経営』中央経済社、2002年1月。ISBN 9784502360404。
  - 佐藤紘光、飯泉清、齋藤正章『株主価値を高めるEVA経営』（第2版）中央経済社、2008年11月。ISBN 9784502662805。
- 佐藤紘光、齋藤正章『管理会計』（新訂版）放送大学教育振興会〈放送大学教材〉、2003年3月。ISBN 9784595236372。
  - 佐藤紘光、齋藤正章『管理会計』（改訂新版）放送大学教育振興会〈放送大学教材〉、2006年3月。ISBN 9784595306303。
- 大塚宗春、佐藤紘光『ベーシック財務管理』同文舘出版、2005年4月。ISBN 9784495373818。
  - 大塚宗春、佐藤紘光『ベーシック財務管理』（第2版）同文舘出版、2009年3月。ISBN 9784495373825。
- 佐藤紘光、鈴木孝則『会計情報のモデル分析 論文解題』国元書房〈早稲田大学会計研究所・会計研究叢書 第1号〉、2013年3月。ISBN 9784765805599。

#### 翻訳
- J.A.クリステンセン、J.S.デムスキ『会計情報の理論 情報内容パースペクティブ』中央経済社、2007年1月。ISBN 9784502269301。
- チャンドラ・カノディア『会計ディスクロージャーと企業行動 市場の価値評価は経営にどのような影響を及ぼすか』中央経済社、2011年7月。ISBN 9784502440601。

### 論文
- 「予算統制システム理論の研究――Budgetee行動との接合を求めて」『早稲田社会科学研究』第12号、早稲田大学社会科学部学会、1973年3月、31-56頁、NAID 120000792764。
- 「企業予算編成の行動過程とその数理的解析――Generalized Goal Decomposifion Mobelの適用」『早稲田社会科学研究』第13号、早稲田大学社会科学部学会、1974年2月、81-114頁、NAID 120000792775。
- 「事後最適システムと企業の環境適応能力――Demskiの所論を中心として」『早稲田社会科学研究』第14号、早稲田大学社会科学部学会、1975年2月、21-43頁、NAID 120000792781。
- 「不確実性下の資本予算モデル――Chance-constrained Programmingの適用」『早稲田社会科学研究』第15号、早稲田大学社会科学部学会、1976年2月、33-56頁、NAID 120000792788。
- 「Stedry企業予算モデルの分析と批判」『早稲田社会科学研究』第16号、早稲田大学社会科学部学会、1977年2月、23-43頁、NAID 120000792796。
- 「多重目標下の意思決定過程の分析（Ⅰ）――多目標線型計画法の適用――」『早稲田社会科学研究』第18号、早稲田大学社会科学部学会、1978年12月、35-65頁、NAID 120000792809。
- 「多重目標下の意思決定過程の分析（Ⅱ）――意思決定者との応答過程――」『早稲田社会科学研究』第19号、早稲田大学社会科学部学会、1979年10月、29-52頁、NAID 120000792817。
- 「多重目標下の意思決定過程の分析（Ⅲ）――分権的多目標予算モデル――」『早稲田社会科学研究』第21号、早稲田大学社会科学部学会、1980年11月、31-56頁、NAID 120000792829。
- 「管理会計情報の有用性（一）――エイジェンシー・モデルによる検証――」『早稲田社会科学研究』第27号、早稲田大学社会科学部学会、1983年7月、1-27頁、NAID 120000792866。
- 「管理会計情報の有用性（二）――エイジェンシー・モデルによる検証――」『早稲田社会科学研究』第28号、早稲田大学社会科学部学会、1984年3月、19-61頁、NAID 120000792873。
- 「管理会計情報の有用性（三）――エイジェンシー・モデルによる検証――」『早稲田社会科学研究』第29号、早稲田大学社会科学部学会、1984年9月、1-35頁、NAID 120000792881。
- 「管理会計情報の有用性（四）――エイジェンシー・モデルによる検証――」『早稲田社会科学研究』第30号、早稲田大学社会科学部学会、1985年3月、17-52頁、NAID 120000792886。
- 「管理会計情報の有用性（五）――エイジェンシー・モデルによる検証――」『早稲田社会科学研究』第31号、早稲田大学社会科学部学会、1985年10月、27-52頁、NAID 120000792892。
- 「管理会計情報の有用性（六）――エイジェンシー・モデルによる検証――」『早稲田社会科学研究』第32号、早稲田大学社会科学部学会、1986年3月、45-67頁、NAID 120000792897。
- 「管理会計情報の有用性（七）――エイジェンシー・モデルによる検証――」『早稲田社会科学研究』第33号、早稲田大学社会科学部学会、1986年10月、41-63頁、NAID 120000792904。
- 「管理会計情報の有用性（八）――エイジェンシー・モデルによる検証――」『早稲田社会科学研究』第34号、早稲田大学社会科学部学会、1987年3月、21-44頁、NAID 120000792913。
- 「情報非対称とインセンティブ契約――モラル・ハザード付きモデルの分析――」『早稲田社会科学研究』第44号、早稲田大学社会科学部学会、1992年3月、25-50頁、NAID 120000792989。
- 「マルチタスクの業績評価システム」『早稲田社会科学研究』第48号、早稲田大学社会科学部学会、1994年3月、1-25頁、NAID 120000793028。
- 佐藤紘光、齋藤正章「情報非対称と情報伝達の価値」『管理会計学』第3巻第2号、日本管理会計学会、1995年3月、61-79頁、NAID 110007629384。
- 「企業の投資行動と業績評価」『管理会計学』第8巻第1・2号、日本管理会計学会、2000年3月、17-31頁、NAID 110007629426。